# Eroge
Eroge (jap. エロゲ/エロゲー erogē; skrót od ang. erotic game, „gra erotyczna”) – japońskie określenie gier komputerowych zawierających sceny o charakterze seksualnym. Należą do nich zarówno produkcje nastawione na prezentację takich treści, jak i rozbudowane powieści wizualne, w których erotyka stanowi jeden z elementów doświadczenia narracyjnego. Najpopularniejszą odmianą eroge są gry bishōjo skupiające się na interakcji postaci gracza z „uroczymi dziewczynami” (bishōjo).

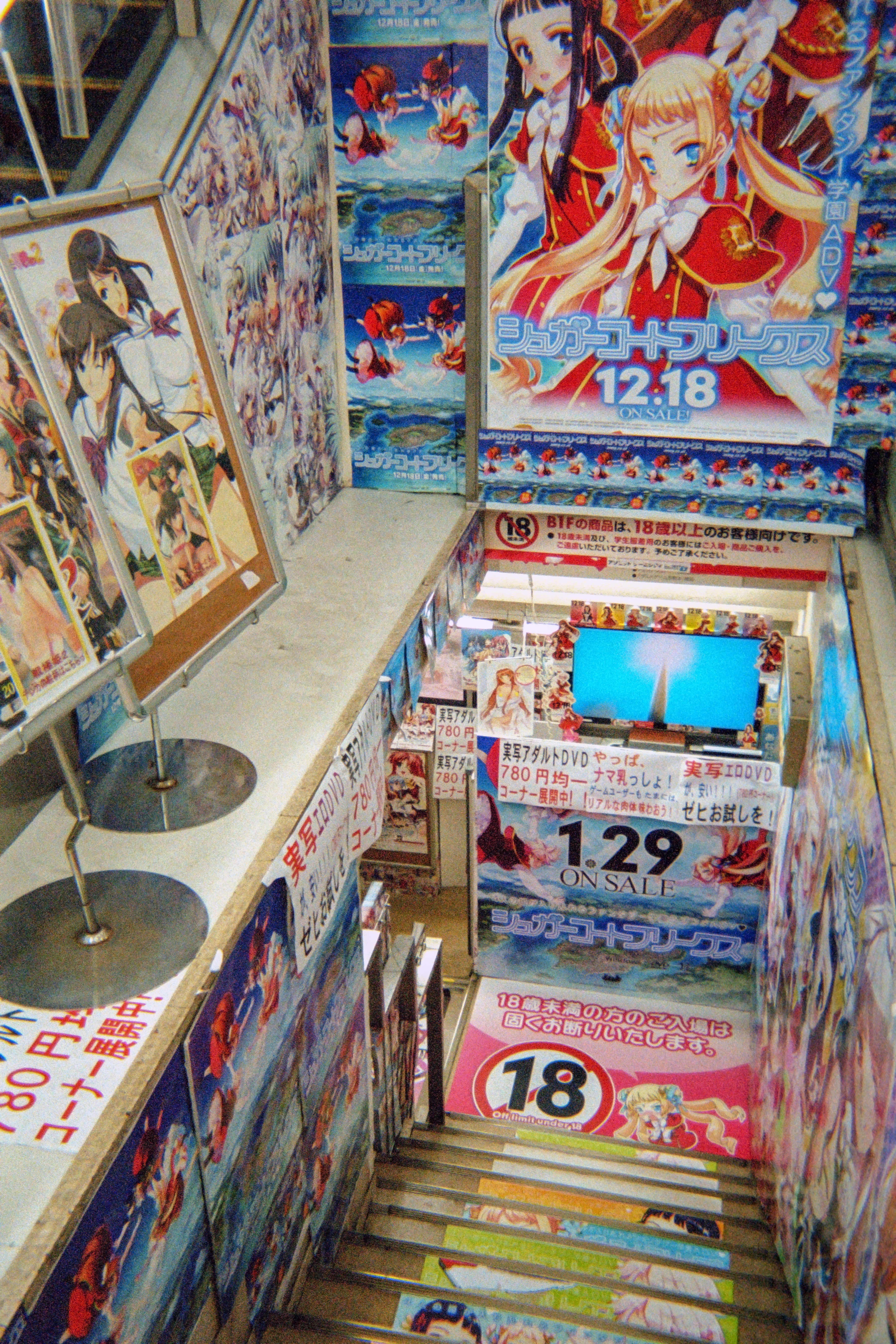
Wejście do działu z grami dla dorosłych w sklepie w Akihabarze

W Japonii gry erotyczne produkowane są od początku lat 80. XX wieku. Pierwsze tytuły wykorzystywały głównie mechanikę gier hazardowych, a później także symulacyjnych i fabularnych, a erotyczne ilustracje stanowiły w nich nagrodę dla gracza za ukończenie segmentu gry. W kolejnych latach rozwój technologiczny i przenikanie się różnych form twórczości otaku doprowadziły do ewolucji gatunku w kierunku gier przygodowych angażujących odbiorcę nie mechaniką rozgrywki, lecz opowiadaną historią. Pod koniec lat 90. szczególną popularność zyskały produkcje wykorzystujące formułę powieści wizualnych. Podstawę doświadczenia stanowiły w nich fabuła i grafiki, które miały wywoływać u graczy reakcje emocjonalne i silne uczucie empatii (moe). Gry te wywarły znaczny wpływ na subkulturę otaku, zyskując status głównego medium obok mangi i anime. Ich popularność osiągnęła szczyt na początku pierwszej dekady XXI wieku, jednak po kilku latach zaczęła stopniowo spadać. Zainteresowanie grami bishōjo poza Japonią wzrosło w 2014 roku po wprowadzeniu ich do katalogu platformy Steam.
W odróżnieniu od innych krajów w Japonii gry erotyczne stanowią istotną część rynku gier na komputery osobiste. W branży powszechna jest samoregulacja (autocenzura) – większość producentów dobrowolnie podporządkowuje się standardom etycznym wyznaczonym przez Ethics Organization of Computer Software. W 2005 roku producenci należący do tej organizacji wydali 931 gier dla dorosłych, których łączna sprzedaż wyniosła 4,9 mln egzemplarzy. W 2016 roku wydano 755 gier i sprzedano 1,7 mln ich kopii; wartość rynku szacowano na 17 mld jenów, a liczbę graczy na ok. 760 tys.

## Nazewnictwo
W Japonii poza nazwą eroge („gra erotyczna”) gry komputerowe zawierające treści seksualne określane są także terminami „gry dla dorosłych” (アダルトゲーム adaruto gēmu, od ang. adult game, lub 成人向けゲーム seijin-muke gēmu), „gry zabronione poniżej lat 18” (18禁ゲーム jūhachi-kin gēmu), „gry z ograniczeniem R18” (R18ゲーム R18 gēmu), „gry pornograficzne” (ポルノゲーム poruno gēmu) i „gry etchi” (エッチゲーム etchi gēmu). Produkcje te polegają najczęściej na interakcji z „uroczymi dziewczynami” – bishōjo – dlatego szeroko stosowanym określeniem jest też „gra bishōjo” (美少女ゲーム bishōjo gēmu). W społeczności graczy używa się go powszechnie jako synonimu „gry dla dorosłych”. Termin „gra bishōjo” zaczął być promowany na początku lat 90. XX wieku przez czasopisma dla graczy, które chciały w ten sposób odciąć się od produkcji pornograficznych; używała go także organizacja EOCS. Jego użycie może jednak rodzić nieporozumienia, ponieważ jest to również ogólne określenie wszelkich gier z „uroczymi dziewczynami” niezależnie od obecności w nich treści seksualnych. Z tego względu w 2009 roku organizacja EOCS ogłosiła, że zaprzestanie używania tej nazwy w swoich materiałach i zastąpi ją terminem „gry z ograniczeniem R18”.

## Historia

### Pierwsze gry erotyczne
Komputerowe gry erotyczne narodziły się w Japonii w latach 80. XX wieku wraz z pojawieniem się i popularyzacją na tamtejszym rynku 8-bitowych komputerów domowych z serii NEC PC-8801. Za najwcześniejszą produkcję tego typu uznawana jest gra Yakyūken (rozbierana wersja gry w papier, kamień, nożyce) wydana przez Hudson Soft w 1981 roku. Treści erotyczne były obecne również w produkcjach firmy Kōei, której nakładem w 1982 roku ukazała się gra Night Life, a w kolejnych latach seria gier fabularnych (RPG) „Strawberry Porno” oraz symulator medyczny My Lolita. W 1983 roku firma Enix wydała dwie gry erotyczne nagrodzone w konkursie dla początkujących programistów Lolita Syndrome i Mari-chan kiki ippatsu, w których gracz grał w gry losowe, aby uratować bohaterki przed śmiercią. W tym samym roku firma Nihon Falcom wydała erotyczną grę logiczną Joshi daisei private. Do innych wczesnych producentów należały m.in. PSK, CSK, Champion Soft, Ponyca, dB-soft, Jast i Cocktail Soft.
Typową cechą pierwszych gier erotycznych było wykorzystanie grafik zawierających nagość lub sceny seksualne jako formy nagrody dla gracza za ukończenie segmentu gry. Większość wczesnych gier dla dorosłych przeznaczonych do ogólnej sprzedaży, takich jak symulator randkowy Tokyo Nampa Street (Enix, 1985), bazowało na stereotypach płciowych i motywach charakterystycznych dla filmów pornograficznych. W warstwach graficznej i słownej naśladowały one realistyczne mangi dla dorosłych typu gekiga, a na ich okładkach niejednokrotnie znajdowały się wizerunki prawdziwych kobiet. Jednocześnie platforma PC-8801 sprzyjała produkcji gier niezależnych – te, tworzone przez otaku w ramach grup dōjin, były rozpowszechniane drogą pocztową lub sprzedawane na targach Comiket, gdzie ich rozwój krzyżował się z innymi produktami japońskiej popkultury  . Na początku lat 80. na scenie dōjinshi rozpoczął się tzw. lolicon boom (tendencja do rysowania młodych postaci w sposób zdeformowany, uproszczony), co dało początek mangom bishōjo i grom erotycznym w tej estetyce. Ich pierwszym producentem był sklep komputerowy w Kōchi wydający je pod marką PSK.
Jako jeden z gatunków eroge wykorzystywane były też gry przygodowe. Początkowo polecenia były w nich wprowadzane w formie tekstowej (np. „otwórz książkę”), ale po kilku latach system ten został zastąpiony przez wybieranie opcji spośród wyświetlanych na ekranie. W 1985 roku firma Jast wydała grę Tenshi-tachi no gogo, której akcja rozgrywała się w liceum, a zadaniem gracza było uwiedzenie jednej z uczennic poprzez rozmawianie z nią oraz z jej przyjaciółkami. Równolegle do gier na komputery osobiste gry bishōjo bez treści erotycznych symulujące związki z wirtualnymi dziewczynami zaczęły być wydawane także na konsole. Przykładem takiej gry był stworzony wspólnie przez Square i Nintendo symulator randkowy Nakayama Miho no Tokimeki High School z 1987 roku, który pozwalał graczowi romansować z wirtualną odpowiedniczką idolki Miho Nakayamy.
Pod koniec lat 80. gracze oraz twórcy gier na komputery osobiste przenieśli się na 16-bitową platformę NEC PC-9801, która dzięki m.in. wyższej rozdzielczości ekranu zapewniała lepszą obsługę japońskiego pisma . Bliskość rynku otaku i erotyczno-pornograficznego rynku gier doprowadziła do ewolucji zarówno stylów graficznych, jak i uniwersów towarzyszących seksualnym treściom. W następstwie rosnącej wśród otaku popularności gier takich jak Dragon Quest i tradycyjnych gier fabularnych, których streszczenia w formie dialogów pojawiały się czasopismach dla graczy i były parodiowane w dōjinshi, twórcy gier erotycznych zaczęli czerpać inspirację z literatury heroic fantasy. Wykorzystując motyw „elfiej księżniczki”, firma Elf rozpoczęła w 1989 roku serię gier Dragon Knight łączącą gatunki symulacji i RPG, by w latach 90. zwrócić się w stronę powieści wizualnych. Podobnym śladem poszła firma AliceSoft, wydając w 1989 roku pierwszą grę z serii Rance, w której zadaniem gracza było uratowanie dziewcząt uwięzionych w lochach zamku. Do innych popularnych produkcji na platformę NEC PC-9801 należały niezawierające treści seksualnych symulatory socjalne Princess Maker (Gainax, 1991) i Sotsugyō: Graduation (Japan Home Video, 1992), a także symulator randkowy dla dorosłych Dōkyūsei (Elf, 1992). W Dōkyūsei gracz miał do dyspozycji otwarty świat, w którym mógł dowolnie decydować o tym, z którymi postaciami chce się spotykać. Gra miała 14 głównych bohaterek, a z każdą z nich związana była oddzielna historia. Dōkyūsei stała się pierwszą grą dla dorosłych, której sprzedaż przekroczyła 100 tys. kopii .

### Przeobrażenie branży pod koniec XX wieku
W latach 90. na rynku pojawiło się kilka przełomowych tytułów, które doprowadziły do całkowitego przeobrażenia branży eroge i nadały nowy kierunek rozwojowi tego gatunku. Podwaliny pod to położyła przeznaczona dla wszystkich grup wiekowych gra Tokimeki Memorial wydana w 1994 roku przez Konami. Był to pierwszy symulator randkowy, który osiągnął sprzedaż ponad 1 mln egzemplarzy. Inaczej niż w grze Dōkyūsei, w której związki między bohaterami mogły przybierać swobodny charakter, w Tokimeki Memorial gracz musiał wybrać jedną spośród wielu żeńskich postaci, by przejść do jej właściwego zakończenia. Takie podejście zastosowała również firma Elf w wydanej w rok później Dōkyūsei 2 . W kolejnych latach twórcy eroge zaczęli kłaść większy nacisk na rozwój charakterologiczny postaci, budowanie bliskich więzi z bohaterkami, wzbudzanie empatii i uczucia moe. Treści seksualne stały się w tych grach jednym z czynników mających zwiększyć zaangażowanie gracza w fabułę . Na przebieg scenariusza nie miały wpływu statystyki (jak w symulatorach randkowych), lecz decyzje fabularne podejmowane przez gracza. Takie produkcje tworzyły m.in. firma Elf (Kono yo no hate de koi o utau shōjo YU-NO, 1996) oraz studia Leaf (To Heart, 1997), Tactics (One: Kagayaku kisetsu e, 1998) i Key (Kanon, 1999) – wobec produkcji ostatniego z nich zaczęto używać określenia nakige (jap. 泣きゲー nakigē; „gry wywołujące łzy”) .
Gra To Heart studia Leaf została wydana jako trzecia powieść wizualna w rozpoczętej w 1996 roku serii wydawniczej „Leaf Visual Novel Series”. Jej dwie poprzedniczki, kryminały Shizuku i Kizuato, łączyły treści pornograficzne z elementami horroru, nie wyróżniając się pod tym względem od innych ówczesnych produkcji. Wniosły one jednak do gatunku eroge nowy sposób prezentacji tekstu – zajmował on cały ekran, a w jego tle wyświetlane były grafiki przedstawiające aktualnych rozmówców. W To Heart scenarzysta Tatsuya Takahashi odszedł od pierwotnej tematyki serii, zastępując ją romantyczną opowieścią z 10 bohaterkami, z których każda miała poświęcony jej indywidualny wątek fabularny. Głównym celem gry nie było dotarcie do scen seksualnych, lecz zapoznanie się z historią wybranej postaci i nawiązanie z nią romantycznej relacji. Jako inny przykład gry podążającej tym trendem krytyk literacki Hiroki Azuma przywołał wyprodukowaną przez studio Key Air, w której „wszelkiego rodzaju ilustracje pornograficzne koncentrują się w pierwszej połowie, jakby odrzucając założenie, że celem gier bishōjo jest gratyfikacja seksualna”. Zamiast tego gracz miał śledzić melodramatyczną opowieść stworzoną z połączenia popularnych wówczas wśród fanów mang i anime „elementów moe”, jak np. „nieuleczalna choroba” czy „samotna dziewczyna bez przyjaciół”. Tytuły te okazały się sukcesem finansowym i wywarły znaczny wpływ na kulturę otaku.
Ograniczenie zawartości erotyki ułatwiało dostosowanie produkcji do bardziej restrykcyjnych wymagań producentów konsol do gier, otwierając im tym samym drogę do szerszego grona odbiorców. Duża popularność eroge w wersjach bez ograniczeń wiekowych spowodowała, że zaczęły one być wydawane w tej formie także na komputery PC. Na ich bazie produkowane były też seriale anime, takie jak adaptacja Dōkyūsei 2, wydana najpierw na kasetach VHS (OVA), a w 1998 roku emitowana w telewizji.
Z oparciem gry na strukturze drzewa, gdzie w zależności od podejmowanych decyzji przedstawiany był scenariusz związany z konkretną postacią, wiązała się konieczność projektowanie bohaterek wyróżniających się między sobą – zarówno wyglądem, jak i stylizowany językiem (często niegramatycznym). Postrzeganie przez graczy takich bohaterek jako bardziej atrakcyjnych przełożyło się na tworzenie wokół nich franczyz, których częścią były m.in. wydawane oddzielnie spin-offy, tzw. fan discs, rozszerzające fabułę gry (np. seria Leaf Amusement Soft, 1996–2009). Pod koniec lat 90. w eroge narodziły się nowe archetypy postaci tsundere i yandere, które w kolejnej dekadzie zrewolucjonizowały wszystkie treści dla otaku. Wpływ gatunku widoczny był także w świecie realnym – wydana w 1997 roku gra Pia kyarotto e yōkoso!! 2 studia Cocktail Soft zainspirowała otwarcie w Akihabarze pierwszych kawiarni z kelnerkami przebranymi za pokojówki (maid café).
Ewolucji gatunku towarzyszył rozwój technologiczny. W latach 90. standardowym komponentem komputerów osobistych stały się dyski twarde, których pojemność wzrosła z początkowych 10–20 MB do 1 GB pod koniec 1996 roku. Sprzyjało to tworzeniu gier zawierających dłuższe, bardziej urozmaicone scenariusze i z większą liczbą grafik. W 1995 roku zadebiutował system operacyjny Windows 95, a dwa lata później już wszystkie gry bishōjo na komputery osobiste były wydawane właśnie na tę platformę.

### Ugruntowanie eroge jako medium narracyjnego
Szczyt popularności gier dla dorosłych nastąpił po roku 2000. Na rynku pojawiało się wówczas ok. 1000 tytułów rocznie (najwięcej w latach 2002–2003), z których najchętniej kupowane uzyskiwały sprzedaż przekraczającą 100 tys. egzemplarzy, a przychody całej branży sięgały 30 mld jenów rocznie. Najpopularniejszymi producentami pozostały AliceSoft, Elf, Leaf i Key, jednak dołączyło do nich wiele nowych: m.in. Type-Moon (Tsukihime, 2000), Nitroplus (Phantom of Inferno, 2000), âge (Kimi ga nozomu eien, 2001), August (Yoake mae yori ruri iro na, 2005), BaseSon (Koihime musō, 2007) i Minato Soft (Kimi ga aruji de shitsuji ga ore de, 2007).
W 2006 roku branżowa organizacja EOCS zorganizowała pierwsze rozdanie nagród Bishōjo Game Award (obecnie Moe Game Award) dla najlepszych gier dla dorosłych. Główna nagroda została wówczas przyznana grze Kono aozora ni yakusoku o, do której scenariusz napisał Fumiaki Maruto.

### Spadek popularności w Japonii i jej wzrost za granicą

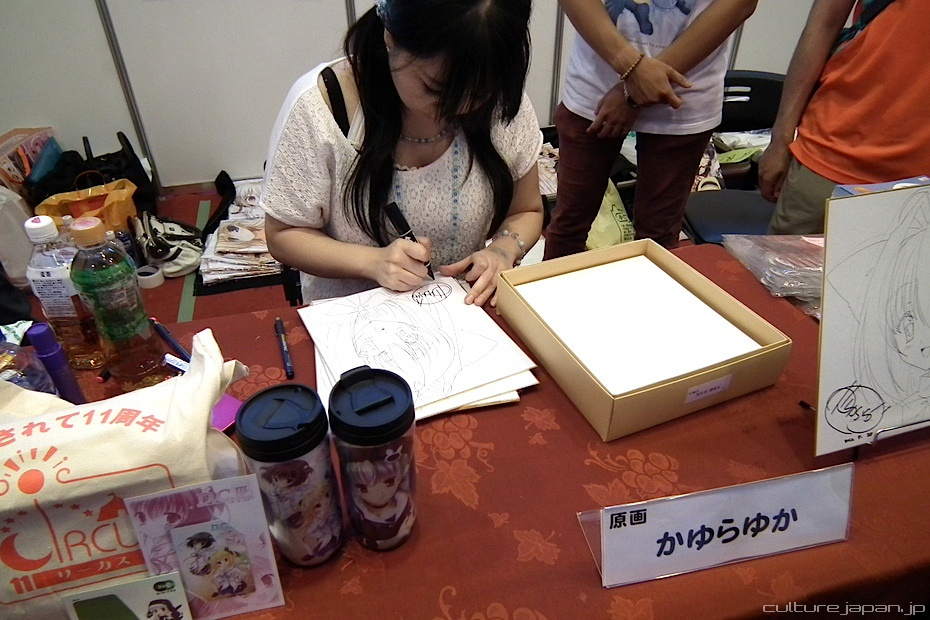
Artystka Yuka Kayura reprezentująca studio Circus podczas spotkania z fanami w Tajpej

Po okresie wysokiej popularności liczba sprzedawanych kopii gier zaczęła systematycznie spadać – w 2012 roku wartość rynku eroge szacowano na 22 mld jenów, a w 2016 – na 17 mld. W 2015 roku działalność zakończyła firma Elf; w napisach końcowych swojej ostatniej gry podziękowała graczom za minione 27 lat.
Sakai Nobukazu, prezes wydawcy gier Minori, w wywiadzie z 2013 roku wśród przyczyn malejącej popularności gier dla dorosłych wymienił pojawienie się nowych form rozrywki w Internecie (serwisy społecznościowe, Niconico, YouTube) i preferowanie przez graczy gier online. Spadki spotęgowała dodatkowo powszechność smartfonów i wzrastająca popularność gier mobilnych. Zdaniem Nobukazu zmieniły się oczekiwania odbiorców – zaczęli oni preferować bardziej zwięzłe treści, a przejście całej gry bishōjo może zajmować nawet kilkadziesiąt godzin.
Pomimo początkowej niechęci ze strony firmy Valve, w 2014 roku gry bishōjo zaczęły być wydawane na platformie Steam. Pierwsze z nich były projektowane głównie pod kątem zachodniego odbiorcy i wydawane przez amerykańskich wydawców. Ich popularność na międzynarodowej platformie wkrótce wzbudziła zainteresowanie także japońskich producentów. W ten sposób wydana została m.in. rozpoczęta w 2014 roku seria gier epizodycznych Nekopara niezależnego studia Neko Works, której cztery części osiągnęły do kwietnia 2018 roku łączną sprzedaż 2 milionów egzemplarzy, przy czym 90% kupujących było osobami spoza Japonii, głównie z Ameryki Północnej i Chin. Choć gry wydawane na platformie Steam nie zawierają treści seksualnych, część wydawców udostępnia oddzielnie tzw. łatki zdejmujące cenzurę, po zainstalowaniu których w grze przywracana jest nagość (koncepcję tę wprowadził producent stylizowanego na japoński symulatora randkowego HuniePop).

## Samoregulacja

### Początki bez regulacji
Gry erotyczne zaistniały w Japonii w szerszej świadomości publicznej w 1986 roku, kiedy komisja sprawozdawcza przed Izbą Reprezentantów japońskiego parlamentu zajmowała się kwestią negatywnego wpływu na dzieci nieregulowanego rynku komputerów i konsol do gier, co było odpowiedzią na rosnący w społeczeństwie niepokój związany z nagłą popularnością gier wideo wśród młodzieży. Jako przykład produkcji z negatywnymi treściami przywołano grę 177 (jej tytuł to nawiązanie do art. 177 japońskiego Kodeksu Karnego penalizującego gwałty) stworzoną przez Macadamia Soft na platformę NEC PC-8801. Był to symulator gwałtu, w którym poprzez szybkie wciskanie klawiszy gracz musiał dogonić uciekającą kobietę, a następnie ją zgwałcić. W przypadku powodzenia postać gracza żeniła się ze swoją ofiarą; w przeciwnym wypadku protagonista zostawał aresztowany. Ministerstwo Międzynarodowego Handlu i Przemysłu zarekomendowało wówczas wprowadzenie w branży samoregulacji, nie zdecydowano się jednak na cenzurę żadnych treści.
W 1989 roku japońską opinią publiczną wstrząsnęła sprawa Tsutomu Miyazakiego, mordercy czterech dziewczynek. W mediach był on opisywany jako otaku, a jako przyczynę jego zachowania wskazywano negatywny wpływ znalezionych w jego mieszkaniu mang dla dorosłych i dużej kolekcji materiałów wideo, w tym filmów pornograficznych i horrorów. W efekcie w japońskim społeczeństwie zapanowało długotrwałe poczucie nieufności (panika moralna) wobec otaku, a władze zaczęły zwracać większą uwagę na przedstawienie treści seksualnych w alternatywnych mediach, takich jak mangi i gry komputerowe. W związku z brakiem jednoznacznych regulacji produkcje te były dotychczas sprzedawane bez żadnych ograniczeń wiekowych, a ich twórcy zazwyczaj nie stosowali cenzury genitaliów. W branży gier komputerowych praktyki te zostały zmienione w następstwie wydarzenia określanego jako „incydent z Saori” (jap. 沙織事件 Saori jiken).

### Incydent zSaori
W 1991 roku firma Kirara (zależna od firmy Jast) pod marką FairyTale wydała grę dla dorosłych Saori: Bishōjo-tachi no yakata, w której ilustracje o seksualnym charakterze nie miały nałożonej żadnej graficznej cenzury. Zwróciła ona uwagę policji, gdy w Kioto niepełnoletni uczeń liceum został przyłapany na kradzieży jej egzemplarza z półki sklepowej. W toku śledztwa policja dokonała przeszukań w siedzibie firmy Jast i w czterech sklepach z oprogramowaniem komputerowym, a także aresztowała dwóch członków kierownictwa firm Jast i Kirara pod zarzutem posiadania obscenicznych materiałów z zamiarem ich odsprzedaży. Producent wycofał ze sklepów Saori, a także kilka wcześniejszych gier; wróciły one później do sprzedaży w ocenzurowanej wersji, w której genitalia były zasłonięte przez pikselizację.
Podobne oskarżenia wysunęły w 1992 roku władze prefektury Miyazaki wobec firmy Gainax, uznając, że w wydanej dwa lata wcześniej grze Dennō gakuen Scenario I Ver2.0 znalazła się grafika z nieocenzurowanymi włosami łonowymi, co czyniło jej sprzedaż niezgodną z prawem prefekturalnym. Firma Gainax odwoływała się od tej decyzji w kilku instancjach i ostatecznie w 1999 roku przegrała proces przed Sądem Najwyższym.
W obawie przed sankcjami ze strony władz inni producenci zaczęli bardziej konsekwentnie dokonywać autocenzury swoich produkcji, stosując technikę przejętą z filmów pornograficznych – pikselizację. Czasopisma zajmujące się tym gatunkiem odchodziły od negatywnie kojarzącego się określenia „gry dla dorosłych”, promując zamiast niego termin „gry bishōjo” („gry z uroczymi dziewczynami”). W związku z wydarzeniami z poprzednich lat w branży zrodziła się potrzeba przyjęcia jednolitych wytycznych, dzięki którym producenci eroge nie byliby narażeni na bezpośrednią krytykę.

### Organizacje kontroli treści

Oznaczenie „niedozwolone dla osób poniżej 18 lat” przyznawane przez EOCS grom zawierającym treści seksualne

W 1992 roku firmy zajmujące się produkcją i dystrybucją gier dla dorosłych utworzyły organizację Ethics Organization of Computer Software (EOCS, Sofurin), której zadaniem było ocenianie moralności treści seksualnych w grach komputerowych. W tym celu określone zostały m.in. techniczne aspekty cenzury (rozmiar pikselizacji) oraz standardy dotyczące prezentacji brutalnych i gorszących treści. EOCS dostarczała naklejki na opakowania z oznaczeniem kategorii wiekowej przyznanej grze – „bez ograniczeń”, „od 18 lat”, a od 1994 roku także „od 15 lat”. Organizacja nawiązała współpracę z sieciami sprzedaży, by wspierać producentów stosujących się do jej wytycznych. Mimo że członkostwo w EOCS było dobrowolne i nadal istniała możliwość wydawania gier we własnym zakresie, producenci licznie do niej dołączali. Po utworzeniu organizacji znacznie wzrosła liczba produkowanych gier erotycznych, a także ich sprzedaż; udział eroge w całkowitym rynku gier na komputery osobiste wzrósł z 17,7% w 1993 roku do 35% w roku następnym.
W 2003 roku Media Rinri Kyōkai (Medirin), organizacja skupiająca niezależnych producentów filmów pornograficznych, włączyła do swojej działalności klasyfikację gier na komputery osobiste. Niektóre studia, którym nie odpowiadały zasady narzucone przez EOCS, przeniosły się wówczas do mniej restrykcyjnego Medirin. Przełamanie monopolu EOCS na klasyfikację gier spowodowało, że ta w następnym roku złagodziła niektóre z dotychczasowych restrykcji dotyczących m.in. przedstawiania kazirodztwa i zoofilii.

### Kontrowersje wokółRapeLay
W 2006 roku firma Illusion wydała grę dla dorosłych RapeLay. Gracz wciela się w niej w bezimiennego bohatera, który po aresztowaniu i skazaniu za obmacywanie kobiet, postanawia się na nich zemścić, prześladując je i dokonując gwałtów. W odróżnieniu od typowych gier z tego gatunku w produkcji wykorzystana została grafika trójwymiarowa. Gra ukazała się wyłącznie w Japonii, gdzie nie wzbudziła żadnych kontrowersji, jednak trzy lata po premierze pojawiła się na krótko w asortymencie amerykańskiego sklepu Amazon.com, co zwróciło uwagę międzynarodowych mediów. Produkcja była szeroko krytykowana za niemoralną tematykę, a jej sprzedaży zakazano prawnie w Australii i Argentynie. Międzynarodowa organizacja feministyczna Equality Now rozpoczęła publiczną kampanię mającą na celu wycofanie gry z obiegu. Organizacja zachęcała do wysyłania listów do japońskiego rządu z apelem o „zakazanie wszelkich gier promujących i symulujących przemoc seksualną, tortury seksualne, prześladowanie oraz gwałty na kobietach i dziewczętach”.
W czerwcu 2009 roku EOCS podjęła decyzje o zakazie produkcji gier symulujących gwałty oraz o ograniczeniu sprzedaży gier dla dorosłych do terytorium Japonii. W odpowiedzi na kontrowersje część producentów eroge zablokowało dostęp do swoich stron internetowych dla osób spoza Japonii. Illusion zamieściło komunikat, że produkuje gry wyłącznie na rynek lokalny i nie należy w nie grać za granicą. Firma Minori uzasadniała zablokowanie swojej strony jako niezbędne działanie do ochrony wolności słowa i japońskiej kultury.

## Charakterystyka
Cechy japońskich gier dla dorosłych i kontekst prezentacji w nich treści seksualnych zmieniały się w czasie. W pierwszych produkcjach tego typu nagość i sceny seksu pełniły funkcję nagrody dla gracza za ukończenie kolejnych segmentów gry. Naoki Miyamoto opisywał tę logikę za pomocą onomatopei „mufufu”, nawiązującej do sprośnego śmiechu starszego człowieka podglądającego nagie kobiety. Taka budowa gier była powszechna do lat 90. XX wieku, kiedy to rynek został zdominowany przez powieści wizualne, w których postępy gracza nagradzane były licznymi ilustracjami i zakończeniami fabularnymi.
Według Patricka W. Galbraitha zasadniczym wyróżnikiem współczesnych japońskich gier komputerowych dla dorosłych są nie sceny seksualne, lecz nacisk na interakcje z postaciami, przede wszystkim z bishōjo. Wyróżnia on osiem cech charakterystycznych tych gier:
- postać gracza przez większość czasu jest niewidoczna, inne postacie zwracają się bezpośrednio do niej, a interakcje między nimi obserwowane są z perspektywy pierwszej osoby;
- w przeciwieństwie do innych ważnych postaci główny bohater zazwyczaj nie ma podłożonego głosu;
- wizerunki postaci są przedstawione na ekranie jako sekwencja statycznych grafik – np. wyraz twarzy bohaterki może zmieniać się w trakcie rozmowy;
- postacie są projektowane pod kątem atrakcyjności wizualnej z wyraźnie komiksowym wyglądem typowym dla mang i anime;
- poniżej postaci w ramce przewija się tekst z fabułą gry, poprzez którą kształtowane są i rozwijane interakcje;
- ukończenie gry zajmuje co najmniej kilka godzin[f];
- gracz dokonuje wyborów fabularnych, które mogą wpływać na interakcje między postaciami i przebieg historii;
- istnieje wiele możliwych zakończeń[57].

### Świat gry
Częstym elementem gier bishōjo jest budowanie romantycznej relacji między bohaterami, dlatego poza Japonią nazywane są one niekiedy „symulatorami randkowymi” (jest to jednak nazwa podgatunku gier symulacyjnych, których mechanika jest odmienna od przygodowych powieści wizualnych). Ich bohaterami są zazwyczaj młode osoby w wieku licealnym, co według scenarzysty Juna Maedy wynika z przekonania, że jest to jedyny okres w życiu, w którym związki romantyczne są „czyste”, tj. wolne od problemów społeczno-ekonomicznych . Postacie kobiece występujące w grach nie reprezentują rzeczywistych kobiet ani w wyglądzie, ani w osobowości. Każda z nich jest zaprojektowana w sposób, który wyróżnia ją na tle pozostałych bohaterek – z przesadną fryzurą, strojem i osobowością. W produkcjach tych wykorzystywana jest najczęściej grafika dwuwymiarowa, co początkowo wynikało z uwarunkowań technicznych, jednak zostało przyjęte za właściwy sposób odzwierciedlania rzeczywistości gry, nawet pomimo rozwoju grafiki trójwymiarowej (generowanej komputerowo) .
Świat gry jest prezentowany z perspektywy protagonisty – mężczyzny – który jednocześnie jest też narratorem. W przeciwieństwie do żeńskich bohaterek zwykle nie ma on podłożonego głosu, jego wypowiedzi i myśli przedstawione są tylko w formie tekstowej, a wizerunek rzadko pojawia się na ekranie. W trakcie rozgrywki przed graczem stawiane są wybory, które mogą wpływać na relacje bohatera z żeńskimi postaciami, a w konsekwencji spowodować skierowanie fabuły ku odrębnej historii i zakończeniu właściwemu dla danej postaci. Zapoznanie się ze wszystkimi „odgałęzieniami” opowieści wymaga wielokrotnego powtarzania gry. W części gier interaktywność ta jest jednak znacznie ograniczona, a liczba dostępnych wyborów niewielka .

### Treści seksualne
Japońskie przepisy zabraniają graficznego przedstawiania narządów płciowych, jednak nie nakładają większych ograniczeń na kontekst ani treść przedstawianych aktów seksualnych. Choć mogą one przybierać brutalne i perwersyjne formy (np. gwałty, tortury, kazirodztwo), większość scen seksualnych w grach bishōjo cechuje duże stonowanie . Tworzone są zarówno produkcje bez rozbudowanej fabuły, w których sceny te stanowią podstawową zawartość gry (określa się je terminem nukige (jap. 抜きゲー nukigē; „gry do masturbacji”)), jak i takie, w których przedstawienie seksu jest jedynie uzupełnieniem opowiadanej historii i ma na celu zwiększenie doświadczenia narracyjnego gracza. W odróżnieniu od innych form pornografii, przedstawienie seksualności koncentruje się tu nie na akcie penetracji, lecz na ekspresyjnych twarzach kobiecych postaci, a także na ich przesadnych – skrajnych i długotrwałych – reakcjach emocjonalnych. Charakterystyczną cechą tych scen jest częste ukazywanie zbliżeń twarzy bohaterek, przy jednoczesnym zupełnym pomijaniu wizerunku protagonisty. Tak tendencyjny sposób przedstawienia ekspresji ma skłaniać gracza do utożsamiania się nie z głównym bohaterem gry, lecz jej żeńskimi postaciami .

## Branża

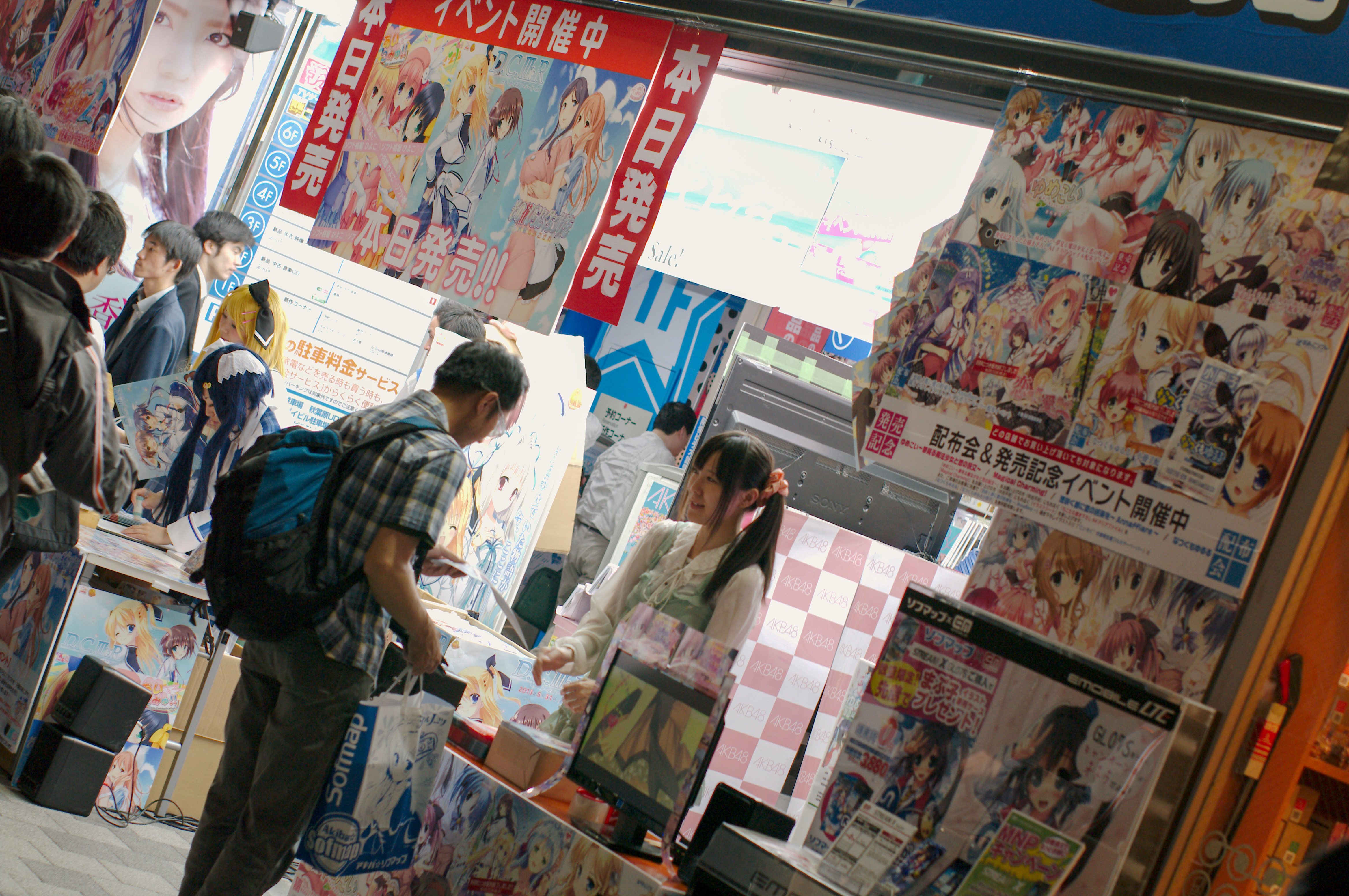
Każdego miesiąca w tzw. Dzień Gier Erotycznych (エロゲの日, Erogē no Hi) w Akihabarze organizowane są specjalne wydarzenia z okazji premiery nowych gier

W odróżnieniu od innych krajów w Japonii gry erotyczne stanowią istotną część rynku gier na komputery osobiste . Według raportu Ethics Organization of Computer Software, organizacji skupiającej większość japońskich firm wydających gry na komputery osobiste, w 2005 roku wydano 931 gier dla dorosłych wykorzystujących stylistykę anime, a ich łączna sprzedaż wyniosła 4,9 mln egzemplarzy. W 2016 roku wydano 755 gier i sprzedano 1,7 mln ich kopii. Pojedynczy egzemplarz gry kosztował przeciętnie od 7000 do 10 000 jenów . Według Yano Research Institute wartość rynku eroge wynosiła w 2010 roku 26 mld jenów, a w 2016 – 17 mld. Liczby te nie uwzględniają rynku gier niezależnych (dōjin), na którym według szacunków EOCS w 2006 roku ukazało się ok. 600 gier.
W 2016 roku istniało ok. 220 wydawców gier dla dorosłych (z czego 191 należało do EOCS), jednak tylko połowa z nich prowadziła aktywną działalność. Większość przedsiębiorstw osiąga przychody poniżej 100 mln jenów i zatrudnia od kilku do kilkunastu pracowników. Najwięksi wydawcy sprzedają w ciągu roku gry za ponad 1 mld jenów i zatrudniają kilkadziesiąt osób. Wśród pracowników tych firm jest wiele kobiet, które zajmują się zwłaszcza projektowaniem postaci . Według Sakaia Nobukazu z firmy Minori koszt wyprodukowania przeciętnej gry bishōjo wynosi ok. 30 mln jenów. Do jej stworzenia potrzebny jest zespół złożony przynajmniej ze scenarzysty, reżysera oraz kilku artystów, a prace trwają zwykle jeden rok. Pozostałe elementy – nagrania głosów, muzyka, programowanie i grafiki tła – w przypadku mniejszych producentów wykonywane są poprzez outsourcing. Jeżeli zespół jest liczniejszy i przeznaczy większe fundusze na marketing, budżet gry może przekroczyć 100 mln jenów.
Według badania przeprowadzonego przez Yano Research Institute we wrześniu 2016 roku w Japonii było ok. 760 000 konsumentów identyfikujących się jako „otaku gier dla dorosłych”. Większość z nich to mężczyźni (85,1%), kobiety stanowiły 14,9%. Wśród graczy wyróżniono dwie spolaryzowane grupy – osoby kupujące wiele gier w ciągu roku oraz część pobierającą je nielegalnie.